# Alexander Iwanowitsch Laweikin
Alexander Iwanowitsch Laweikin (russisch Александр Иванович Лавейкин; * 21. April 1951 in Moskau, Russische SFSR) ist ein russischer Ingenieur und ehemaliger sowjetischer Kosmonaut.

## Ausbildung
Nachdem Alexander Laweikin 1974 sein Ingenieurstudium an der „Moskauer Staatlichen Technischen N.E.Bauman-Universität“ in Moskau erfolgreich abschloss, wurde der Konstrukteur als Statiker für kosmische Raumflugkörper bei NPO Energija beschäftigt. Am 1. Dezember 1978 wurde Laweikin von der „Staatlichen Zwischenbehördlichen Kommission“ in Absprache mit NPO Energija als Raumfahrer ausgewählt.

## Raumflüge
1987 flog er mit Sojus TM-2 als Bordingenieur der ersten Stammbesatzung der Raumstation Mir in den Weltraum. Dort wirkte der Konstrukteur in drei EVAs am Ausbau der Mir mit: Am 11. April 1987 entfernte er Fremdkörper vom Kopplungstutzen, am 12. und 16. Juni 1987 installierte er einen Solarzellenträger mit zwei Solarzellen.
Von 1989 bis 1994 war Laweikin Stellvertretender Kommandant der Kosmonautengruppe der NPO Energija. 1992 gehörte er der Ersatzmannschaft von Sojus TM-15 an. Nachdem massive Gewichtsprobleme ihm das Tragen des Orlan-Raumanzuges unmöglich machte, entzog die Medizinische Kommission seinen Flugstatus. Laweikin schied am 28. März 1994 aus dem Kosmonautencorps aus und verließ im April 1994 NPO Energija.

## Privates
Laweikin ist verheiratet und hat ein Kind.

## Belege
- spacefacts.de: Kurzbiografie
- space.kursknet.ru: Kurzbiografie (Memento vom 20. August 2016 im Internet Archive) (englisch/russisch)